# تريسي شو
تريسي شو (بالإنجليزية: Tracy Shaw)‏ هي ممثلة بريطانية، ولدت في 27 يوليو 1973 في ديربيشاير في المملكة المتحدة.

## وصلات خارجية
- تريسي شو على موقع IMDb (الإنجليزية)
- تريسي شو على موقع ميوزك برينز (الإنجليزية)
- تريسي شو على موقع ديسكوغز (الإنجليزية)
- تريسي شو على موقع قاعدة بيانات الفيلم (الإنجليزية)